# Giuseppe Valerga

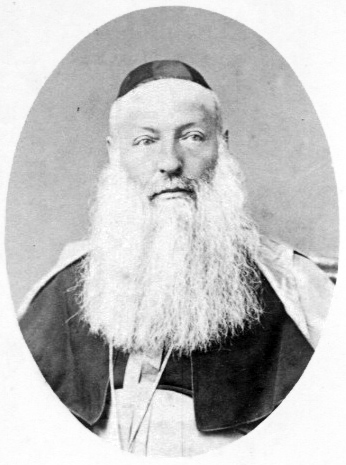
Patriarch Giuseppe Valerga (Foto als Konzilsteilnehmer, 1870)

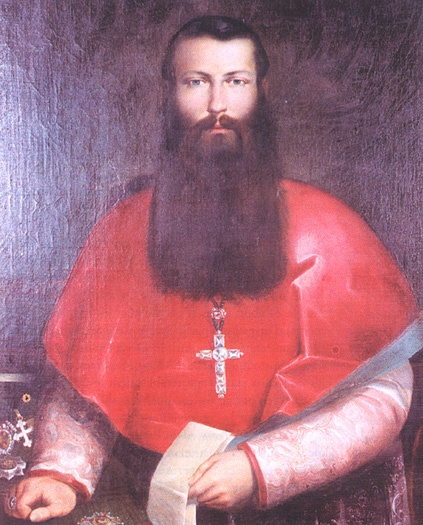
Patriarch Giuseppe Valerga, ca. 1848

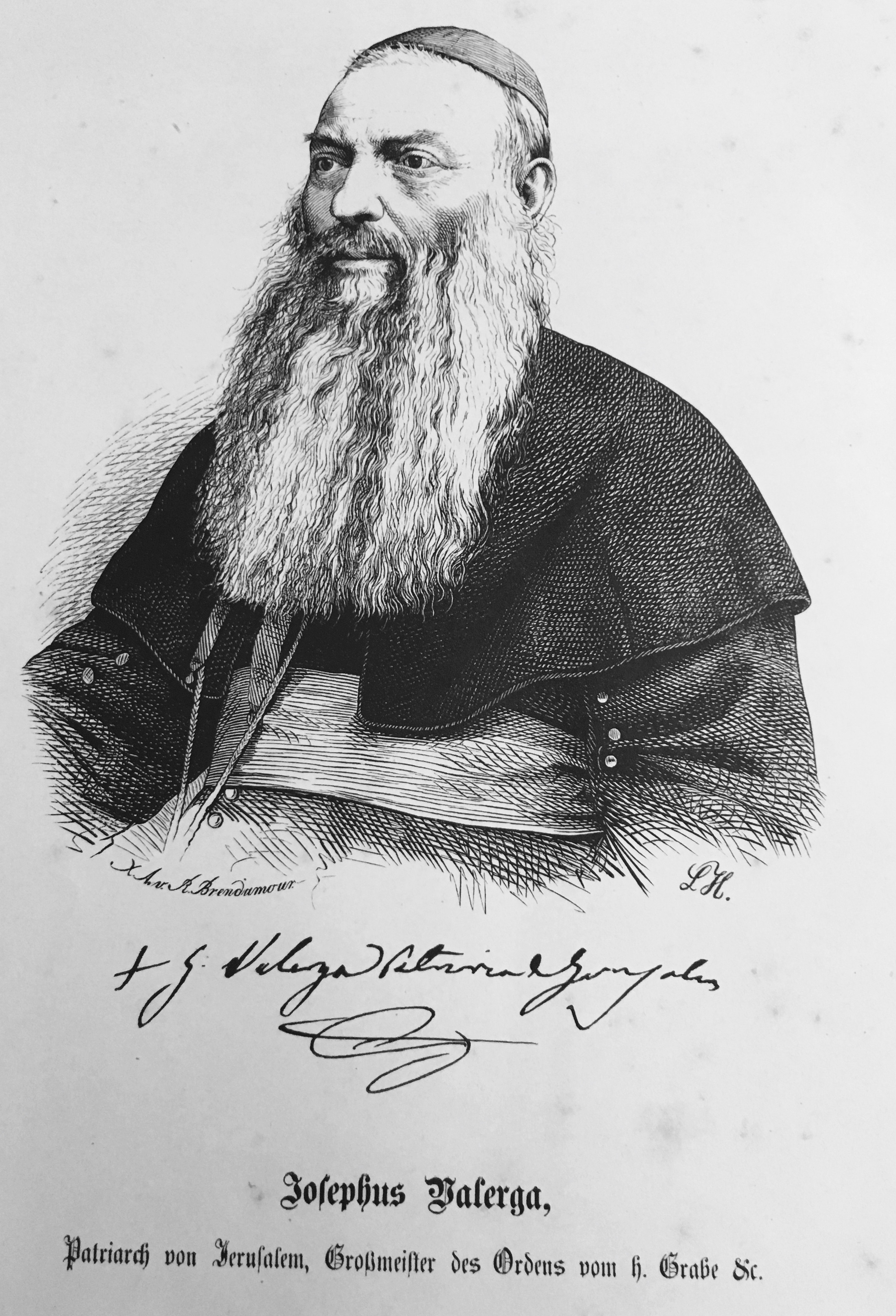
Porträt in dem Buch „Der Orden vom heiligen Grabe“, Autor Jakob Hermens, Schwann’sche Verlagsbuchhandlung, Köln und Neuss, 1870, 2. Ausgabe

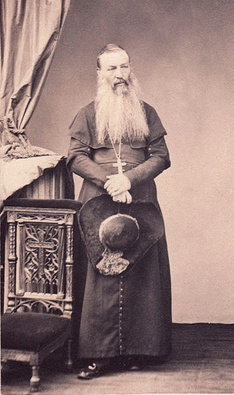
Patriarch Giuseppe Valerga

Giuseppe Valerga (* 9. April 1813 in Loano, Italien; † 2. Dezember 1872 in Jerusalem) war ein römisch-katholischer Bischof, Patriarch von Jerusalem und Teilnehmer am Ersten Vatikanischen Konzil.

## Leben
Giuseppe Valerga studierte am Albenga-Seminar und an der Sapienza-Universität von Rom. Er empfing am 17. Januar 1836 die Priesterweihe. Er war für die Sacra Congregatio de Propaganda Fide tätig, insbesondere kümmerte er sich um die Chaldäisch-Katholische Kirche.
Papst Pius IX. ernannte ihn 1847 zum Patriarchen von Jerusalem, dem einzigen katholischen Patriarchen im Osten, welcher dem römischen Ritus angehörte. Die Bischofsweihe wurde ihm am 10. Oktober 1847 durch den Pontifex selbst gespendet. Es ist überliefert, dass der Papst hierbei über den gewaltigen Bart des Priesters staunte und diesbezüglich äußerte: „Schon dieser Bart allein verdient eine ganz besondere Auszeichnung!“
Von 1847 bis zu seinem Tode 1872 war er zudem Großmeister des Ritterordens vom Heiligen Grab.
Er starb an den Folgen einer Typhuserkrankung und wurde in der Kirche des Patriarchats beigesetzt.
Zwei seiner Brüder waren ebenfalls Priester, einer davon, Charles Hyacinth Valerga (1818–1864), Bischof und Apostolischer Vikar von Quilon in Indien; eine Schwester war Nonne.